# Morfil (île)
Pour les articles homonymes, voir Morfil.
Morfil (ou Île à Morfil) est la plus grande île du Sénégal.
Elle est située dans le nord du pays, entre le fleuve Sénégal proprement dit et l'un de ses bras secondaires, le Doué.

## Histoire

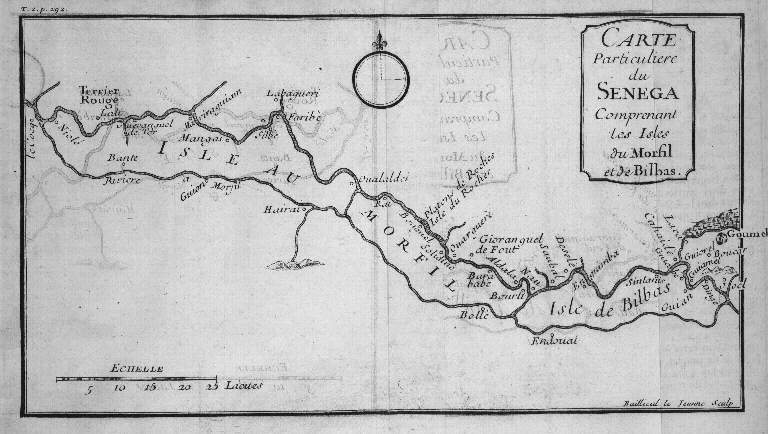
L'Isle au Morfil sur une carte de 1728 illustrant la Nouvelle relation de l'Afrique occidentale de Jean-Baptiste Labat

Vers le XIe siècle, Morfil se trouvait au cœur du Tekrour, l'un des premiers États subsahariens musulmans. C'était donc un important centre de commerce transsaharien.
Par la suite l'île a fait partie de l'Empire du Ghana, puis de l'Empire du Mali, et elle a finalement été conquise par les Français.
Son nom signifie littéralement l'"île aux ivoires", car des éléphants y vivaient et y avaient peut-être leur cimetière. Ils ont disparu depuis les années 1960.

## Géographie
C'est une étroite langue de terre basse, longue de plus de 100 km. Elle est parfois marécageuse.
Les principales villes sont Podor, à l'extrémité ouest, et Saldé, à l'extrémité est.

## Économie
On y trouve des champs de mil et des rizières.
Le tourisme s'y développe. Halwar, près de Guédé, est le village natal d'El Hadj Omar et on trouve à Podor et à Guédé des mosquées omariennes en banco, de style soudanais.